# El Faro de la Montaña
El Faro de la Montaña va ser una publicació periòdica publicada a Olot durant la segona meitat de 1859, impulsada per Teodor Mena. El primer número es va publicar el juliol 1859, poc després de la desaparició de La Aurora Olotense, primera publicació periòdica de la Garrotxa, impulsada també per Teodor Mena.

## Història
Després del tancament de La Aurora Olotense, Teodor de Mena va impulsar un nou projecte, El Faro de la Montaña. Es van publicar 45 números entre el juliol i el novembre de 1859. Poc després Mena marxaria d'Olot i s'establiria a Sabadell, on continuaria amb les seves aventures periodístiques.
El juliol de 1859 va ser el primer diari a cobrir l'activitat de la Plaça de Braus d'Olot. El 1914, durant les Festes del Tura d'Olot, es va organitzar una exposició bibliogràfica sobre els inicis de la premsa olotina, on es van poder veure alguns exemplars de La Aurora Olotense i El Faro de la Montaña. Per poder realitzar-la, la comissió encarregada va demanar als “bons olotins” perquè donessin o dipositessin els títols que hi mancaven. Fins i tot es va publicar un catàleg, del qual es van imprimir mil còpies i es van vendre 42, segons explicà el llavors secretari de la biblioteca, Joaquim Danés i Torras.
El 1999 la Biblioteca Marià Vayreda d'Olot va digitalitzar en microfitxes una col·lecció de la publicació, que permetia consultar-ho sense manipular els originals. A partir del 2005 es va començar a digitalitzar els originals, i actualment estan disponibles en línia al servei Regira de la Diputació de Girona.